# Igreja de São Domingos (Sória)

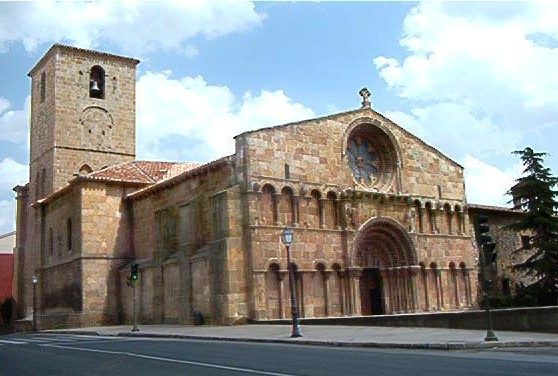
Vista do conjunto da Igreja de Santo Domingo, em Sória

A Igreja de Santo Domingo é um dos mais valiosos monumentos da arquitetura românica espanhola e se localiza na cidade de Sória. Foi declarada monumento histórico artístico por decreto de 3 de junho de 1931.

## Descrição arquitetônica

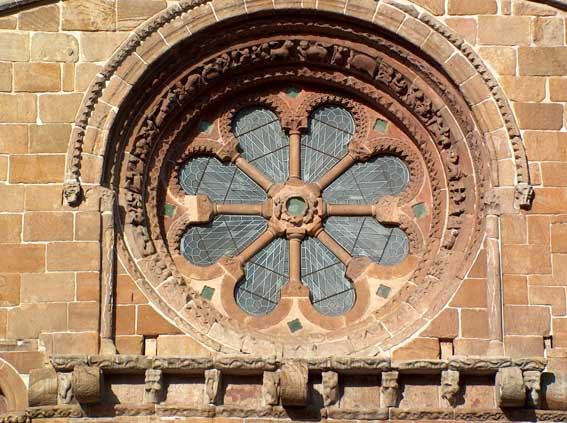
O vitral da frente da igreja.

Esta igreja compreende três partes bem distintas, que correspondem a diferentes épocas. O cruzeiro e a a cabeceira são dos finais do século XVI, de estilo renascentista tardio. O caminho que segue do cruzeiro até as naves é um resíduo do primitivo templo de Santo Tomé, erguido na primeira metade do século XII. Finalmente, os três caminhos finais e a fachada ocidental são obra do rei Afonso VIII de Castela, portanto, dos finais do século XII.